# ILOVEYOU
ILOVEYOU je računalniški virus, ki se je pojavil kot črv. Potoval je prek elektronske pošte, kjer je bil naslov sporočila ˝Love letter from a secret admirer˝. Virus je kopiral samega sebe, ob tem pa skril vse kopije v različne mape na žrtvinem trdem disku. Prav tako je zamenjal številne mape s kopijami samega sebe. Virus je iz interneta prenesel mapo xy, ki je nato prekopirala gesla iz žrtvinega računalnika. Ko je program ukradel vsa gesla, jih je poslal na hekerjev elektronski naslov. Nevaren je bil tudi, ker je žrtev morebiti lahko ostala brez datotek, ki jih je imela shranjene na trdem disku. Virus je povzročil 10 milijard ameriških dolarjev škode. 

## Način delovanja
Priponka v ILOVEYOU virusu je bila v VBSscript programu. Ko je uporabnik odprl priponko (npr. z dvojnim klikom miške nanjo), je program našel prejemnika v Outlooku in nato posredoval to priponko vsem, ki jih je imela ''žrtev'' oziroma prejemnik shranjene v Outlooku. Nato je prepisal in s tem uničeval vse datoteke iz naslednjih vrst datotek: JPG, MP3, VPOS, JS, JSE, CSS, WSH, SCT in HTA. Uporabniki, ki niso imeli varnostnih kopij, so izgubili vse te datoteke.

## Vrsta grožnje
Gre za črva - spada v sklop zlonamerne programske opreme, ki se namesti na računalnik tako, da uporabnik izvede neko dejanje – nevede požene na videz neškodljiv program ali odpre datoteko, ki vsebuje zlonamerno kodo. Računalniški črv je program, ki se širi po omrežju in ne okuži datotek, lahko pa jih zbriše oz. pokvari. Črv vsebuje torej 2 mehanizma: zna se prekopirati na drug računalnik in na ciljnem računalniku se zna samodejno pognati oz. preslepiti uporabnika, da ga požene. 
Črvi so podobni virusom, vendar se lahko razmnožujejo in širijo samostojno. 
ILOVEYOU virus je imel širok spekter napadov: 
- nadomestil je več različnih vrst datotek s svojimi kopijami;
- poslal se je preko Internet Relay Chat-a (angleški izraz za spletni klepet, ki je eden od razširjenih načinov trenutnega (instant) skupinskega sporočanja in sporazumevanja na internetu) strank kakor tudi e-pošte in prenesel datoteko, imenovano WIN-BUGSFIX.EXE iz interneta in jo izvršil. Namesto, da bi popravil napake, je bil ta program aplikacija, namenjena kraji gesel in pošiljanju e-poštnih tajnih informacij na hackerjev e-poštni naslov. [3]

## Storilec in žrtve
Žrtve so bili vsi, ki so to elektronsko pošto odprli in kasneje odprli še priponko, ki je izbrisala ogromno količino podatkov shranjenih na žrtvinem trdem disku. 
Virus naj bi ustvaril Onel de Guzman iz Filipinov, kateri krivde nikoli ni priznal in ne zanikal. Ugotovljeno je bilo, da sta bila Guzman in njegov študentski kolega Michael Buen člana podzemne računalniške tolpe imenovane GRAMMERSoft, ki opravljajo storitve za mala podjetja in domnevno prodajajo nalogo drugim študentom na AMA računalniškem kolidžu. Na žalost, kljub dokazom vpletenosti de Guzmana NBI (National Bureau of Investigation) ni mogel ukrepati. To je bilo junija 2000, ko so oblasti na Filipinih uvedle novo zakonodajo. V tem primeru nove zakonodaje ni bilo mogoče obravnavati za nazaj in glavni osumljenec je lahko odšel na prostost. 
Grožnja je bila aktualna leta 2000.

## Zaščita
Priporočeno je bilo dobiti in posodobiti protivirusno programsko opremo, ki je lahko preverila virus in ga odstranila uporabniku, katerega sistemi so bili okuženi. 
Za preprečitev okužbe je bila potrebna posebna previdnost pri odpiranju priponk in preverjanju pošiljateljev. To velja upoštevati tudi danes, kot glavno preventivo pred okužbami.